# Црква Свете Петке у Угљевику
Црква свете Петке у Угљевику, парохијска је православна црква у  насељеном месту и седишту општине Угљевик, припада Епархији зворничко-тузланској Српске православне цркве.

## Угљевичке парохије
Црква посвећена Светој мати Параскеви - Светој Петки у Угљевику седиште је две градске парохије:
- Угљевик - 1. парохија коју чини половина градске територије Угљевика
- Угљевик - 2. парохија коју чини половина градске територије Угљевика, приградско насеље Угљевик и део села Мезграја.

## Градња и архитектура
Градња је почела 1991. године, по идејном пројекту који су израдили архитекте Слободан и Славко Лукић из Бијељине. Црква је у основи димензија 21 х 14m.
Темеље је освештао 31. августа исте године и храм 6. августа 2000. године епископ зворничко-тузлански Василије, уз саслужење више епископа и то: сремског Василија, славонског Саве, будимљанско-никшићког Јоаникија и захумско-херцеговачког Григорија.
Иконостас од храстовине у дуборезу израдили су Рајко Малиш и Томислав Живановић из Крагујевца. Иконе на иконостасу живописане су у Атељеу „Минић” у Београду. Храм је живописао од 2000. године Војкан Митрић из Јања код Шипова.

## Филијалне цркве
У оквиру Угљевичких парохија поред парохијске постоје још две филијалне богослужбене грађевине:
- Црква Преподобне мати Параскеве - Свете Петке у Старом Угљевику, чија је градња почела 1966. године према пројекту архитекте Слободана Лукића из Бијељине. Темеље је освештао, по благослову епископа зворничко-тузланског Лонгина Томића, протојереј-ставрофор Бориша Старовић 20. јула 1967. године, док је освештао епископ зворничко-тузлански Лонгин Томић 7. септембра 1969. године. Земљиште на којем је овај храм, и сам храм у поступку експропријацијe прешли су у власништво Рудника и термоелектране због ширења површинског копа рудника.[6] Објекат цркве је порушен 2022. године.

У Старом Угљевику постојао је темељ храма чија је градња почела 1939. године, али послије Другог свјетског рата општинске власти нису дозволиле наставак градње, већ је експлоатацијом угља, ова парцела прекопана са темељима тога храма.
- Црква Светог архиђакона Стефана (Пренос моштију Светог архиђакона Стефана) у Мезграји код Угљевика, чија је градња почела 2011. године. Храм је освештао епископ зворничко-тузлански г. Василије 22. септембра 2012. године.